# ファミリー・サマー・バケーション
『ファミリー・サマー・バケーション』は、2025年7月2日にTUBEとFRUITS ZIPPERによるコラボレーションで発表された楽曲。コラボレーション・アルバム『TUBE×』の発売に先駆けて、先行配信でリリースされた。

## 概要
世代を超えた夏の音楽をテーマに制作された楽曲で、TUBEの爽快なサマー・ロックサウンドと、FRUITS ZIPPERのポップでキュートなボーカルが融合した作品となっている。「家族みんなで楽しめる夏の思い出」をコンセプトに、昭和・平成・令和それぞれの世代に訴求する懐かしさと新しさを兼ね備えたアレンジが特徴で、“父娘の夏休み”をテーマにした歌詞には、夏休みを心待ちにする父と娘の微笑ましいやり取りが描かれている。
本曲はFRUITS ZIPPERとTUBEの前田によるダンス動画も制作されており、同年7月8日にYouTubeにて公開されている。

## 収録曲
| #  | タイトル                             | 作詞・作曲     | 編曲           |
| -- | ------------------------------------ | -------------- | -------------- |
| 1. | 「ファミリー・サマー・バケーション」 | ヤマモトショウ | ヤマモトショウ |

## 収録アルバム
- TUBE×

## 参加ミュージシャン
- ボーカル：前田亘輝・FRUITS ZIPPER
- ギター：春畑道哉
- ベース：角野秀行
- ドラム：松本玲二
- ミキシング・エンジニア：西川原邦生